# デッドコースター
『デッドコースター』（原題: Final Destination 2）は2003年にアメリカで公開されたホラー・サスペンス映画。『ファイナル・デスティネーション』の続編。DVD化の際『デッドコースター/ファイナル・デスティネーション2』というサブタイトルが付けられた。

## 概要
前作からちょうど一年後。予知夢によって、ハイウェイの玉突き事故による死を免れた9人の男女に、再び死神の魔の手が忍び寄る。今作での発端は高速道路で、前作から引き継がれた迫る死の恐怖をよりリアルに描くだけでなく、前作の“死を免れた人間”によって、他にも“死を免れた人間”が存在したという新たな視点が加わっている。この視点は見方を変えれば、永遠に死の連鎖が続いていくとも考えられる。

## ストーリー
180便の事故から1年後。
友人達と海に遊びに行くため、車を運転していたキンバリーは、これから乗る高速道路で大規模な玉突き事故が発生し、自分達を含めた大勢の人間が死亡する白昼夢を見る。
夢から醒めたキンバリーは、現実が白昼夢の通りに進行している事に気づき、自分の車で高速道路の入り口を塞ぎ、後続車を含め事故に巻き込まれるのを防ごうとする。
そして白昼夢通りに大事故は起こり、同乗していた友人達を始め多くの死亡者が出たが、夢の中で死ぬ運命だったキンバリーは警官に降ろされたことが幸運となり生き延び、そして死ぬ運命にあった他の8人も事故に巻き込まれる事なく生き残った。
警察署で事情を聞かれる中、キンバリーは1年前に起きた180便の爆発事故の時と同じ状況だと怯えるが、誰も相手にしない。しかし、死神の魔の手は生き残った者達にも忍び寄る。

## 登場人物
キンバリー・コールマン
主人公。死の順番は一番目。前作の主人公・アレックス同様、何の前触れもなく死の白昼夢を体験し、ハイウェイの大事故を予知する。直後、大型トラックに撥ねられるところをトーマスに助けられ、彼と共に死の運命に立ち向かう。
前作で死亡したトッドのニュースを見るために足を止めた事で、車を盗もうとした暴漢に撃ち殺されずに済んでいた。
予知夢では、車が横転したところにエバンを轢いたトレーラーに突っ込まれて死亡する。終盤で自身が死ねば死の連鎖は止まると予想し、湖で救急車ごと転落し溺れ死のうとするが、トーマスに助けられる。
クレア・リバース
前作の唯一の生存者。死神の恐怖に怯え、最後まで生き残っていたアレックスが死んで拠り所を失ってからはストーニーブルクの精神医療センターの病室に立て籠る形で自主入院していた。前作の事件でリストに載った人物が全員死んでしまったことで絶望し、「病室にいる限り死ぬことはない」と安堵していたが、病室を訪れたキンバリーに対し保身的で手を拱いた考えを見せたことから「臆病者」と叱咤され、生存者達と共に死の運命に立ち向かう覚悟を決める。
中盤、保安官の部屋にて、天井から吊り下げられていたカヌーが直撃して死亡するところを自力で回避したが、終盤、ユージーンの病室に駆けつけた際に医療機器のコンセントを抜いてしまい、酸素供給装置から漏れ出していた酸素に火花が引火したことによって発生した爆発に巻き込まれ死亡。
トーマス・バーク保安官
今作でキンバリー以外に最後まで生き残る唯一の人間。前作でビリーが死亡した現場に駆けつけていたため、同時刻に起きた別の事件で殉職せずに済んだ。
ユージーンの病室で発生した爆発で飛ばされてきた棚が直撃して死亡するところだったが、キンバリーに助けられる。ハイウェイ事故では最初の犠牲者（になるはず）であり、運転中に少しよそ見をしてしまったが為に、正面から突っ込んできた丸太に上半身を粉砕され死亡する（ところだった）。
エバン・ルイス
最初の犠牲者。食材の入っていた箱を床に投げ捨てるなど、ズボラな一面がある。自宅で起きた火災から逃げる際に道路へ着地するも、窓から投げ捨てていたスパゲッティに足を滑らせて転倒し、そこへ滑り落ちてきた非常梯子の先端が頭部を貫通し死亡。ハイウェイの事故では一度は回避するものの、ジャックナイフのように戻ってきたトレーラーに突っ込まれて爆死する。ハイウェイ事故の前日に宝くじで25万ドルを当てていたとのこと。
ティム / ティモシー・カーペンター
2番目の犠牲者。ノラの息子。父を亡くして以来、女手一つで母に育てられてきたが、ティム自身は過保護な母に嫌気がさしていた。15歳だが、歯を診察した歯科医いわく、喫煙している。
歯医者の帰りに追い散らした鳩がクレーン作業者の視界を奪い、落下したクレーンが吊り下げていた大ガラス板に押し潰され死亡。ハイウェイの事故では自分の持っていたペットボトルがブレーキに挟まり、ノラと共に車ごと丸太に突っ込んで爆死する。
ノラ・カーペンター
3番目の犠牲者。ティムの母親。物語開始時点の4年前に夫を亡くして以来、女手一つで息子を育ててきたシングルマザーで、息子に対して非常に甘い。
エレベーターに同乗した男性が運んでいたマネキンの腕の掛け金が髪に絡まり、慌てて降りようとしたが降りきれず、エレベーターのドアに首を挟まれ、そのまま上昇したエレベーターによって首を切断され死亡。ハイウェイ事故ではティムと共に車ごと丸太に突っ込んで爆死する。
キャット・ジェニングス
4番目の犠牲者。キャリアウーマン。喫煙者であり、彼女が死の直前まで吸っていた煙草がローリーの死へと繋がってしまった。前作で死亡したテリーを轢いたバスに乗っていた事で、泊まるはずだったホテルのチェックインが大幅に遅れ、ホテルで発生したガス漏れ事故で窒息死せずに済んだ。
終盤で彼女の運転していた車のタイヤが突然パンクし、牧場のパイプ置き場に車体後方から突っ込むという事故に遭ったものの、その時点では死なずに済んだ。だが、運転席で身動きが取れなくなっていたところ、救急隊員がドアをこじ開けようとした際の衝撃でハンドルのエアバッグが作動し、座席のヘッドレストを貫通していたパイプに頭部を貫かれ死亡。ハイウェイでは車ごと丸太に突っ込み、派手に前転して引っ繰り返ったところ、横でノラの車が爆発するのに併せて自身の車も発火し爆死する。
ローリー・ペータース
5番目の犠牲者。コカイン中毒者。前作のラストで起きた看板の落下事故の現場にいた為、その後向かうはずだった劇場の崩壊事故に巻き込まれずに済んだ。
死亡したキャットの手から落ちた煙草が風で運ばれ、オイル漏れしていた近くの車に引火し車が爆発、爆風に吹き飛ばされてきた柵の有刺鉄線で胴体を切断され死亡。ハイウェイ事故では横転後にゴミ収集車に突っ込まれ爆死する。
ユージーン・ディックス
6番目の犠牲者。前作で死亡したヴァレリーの後任教師になるために転任した事で、錯乱した生徒に刺し殺されずに済んだ。
キャットの運転していた車の事故で重傷を負い搬送された病院で、病室の換気口が閉ざされ密室と化し、酸素供給装置のチューブが外れて漏れた酸素が病室内に充満、そこへ駆けつけたクレアがドアを開けた瞬間にコンセントが抜け、火花に引火したことで爆発が発生し死亡。ハイウェイ事故ではバイクで転倒後、丸太とバイクの間に挟まれて死亡する。
イザベラ・ハドソン
妊婦。留置所にいたが出産のために病院へ輸送された。ハイウェイの玉突き事故に巻き込まれるが、最初から死ぬ運命ではなかった人物。二重の意味でのミスリードキャラクター。
ブライアン
最後の犠牲者。父親は警察官。
キャットの運転していた車の事故現場で、危うくテレビ局のワゴン車に轢かれそうになったところをローリーに助けられる。その後、父親がキンバリーとトーマスを招き家族でバーベキューパーティーを楽しんでいたが、ガスボンベの付いた調理器具を使用中に爆発が発生し死亡。吹き飛んだ肉体の一部である腕がキンバリー達のテーブルまで飛ばされ、母親の皿の上に落下した。キンバリー達が死の運命を克服していないことを示すキャラクター。
ウィリアム・ブラッドワース
前作から引き続き登場する謎の男。死の筋書きに最も精通している人間という役柄は変わらないが、それについての説明は今作でもなされない。キンバリーに「新しい命だけが死の筋書きを書き換える事ができる」と教える。
アレックス・ブラウニング
前作の主人公。前作では最後までクレアと共に生き残ったが、本作が始まる前の時点で、落ちてきたレンガが頭部を直撃し死亡した。
本作では死体の写真のみ登場。

## キャスト
| 役名                            | 俳優                         | 日本語吹替             | 日本語吹替                                         |
| 役名                            | 俳優                         | ソフト版               | テレビ東京版                                       |
| ------------------------------- | ---------------------------- | ---------------------- | -------------------------------------------------- |
| キンバリー・コールマン          | A・J・クック                 | 小林沙苗               | 小松由佳                                           |
| クレア・リバース                | アリ・ラーター               | 朴璐美                 | 冬馬由美                                           |
| トーマス・バーク保安官          | マイケル・ランデス           | 松本保典               | 宮本充                                             |
| ウィリアム・ブラッドワース      | トニー・トッド               | 銀河万丈               | 西凜太朗                                           |
| ユージーン・ディックス          | T・C・カーソン               | 楠大典                 | 大塚明夫                                           |
| ローリー・ペータース            | ジョナサン・チェリー         | 藤原啓治               | 水島大宙                                           |
| キャット・ジェニングス          | キーガン・コナー・トレイシー | 大坂史子               | 湯屋敦子                                           |
| ノラ・カーペンター              | リンダ・ボイド               | 定岡小百合             | 滝沢久美子                                         |
| ティム・カーペンター            | ジェイムズ・カーク           | 浦田優                 | 石井一貴                                           |
| エバン・ルイス                  | デビッド・パートコー         | 平川大輔               | 寺井智之                                           |
| イザベラ・ハドソン              | ジャスティーナ・マチャド     | 倉持良子               | 亀井芳子                                           |
| ブライアン・ギボンズ            | ノエル・フィッシャー         | 浦田優                 |                                                    |
| シーナ                          | サラ・カーター               | 陰山真寿美             |                                                    |
| ダノ                            | アレハンドロ・ラエ           | 奥田啓人               | 矢部雅史                                           |
| フランキー                      | ショーン・サイポス           | 大水忠相               | 田坂秀樹                                           |
| Mr.コールマン（キンバリーの父） | アンドリュー・エアリー       | 水野龍司               | 田原アルノ                                         |
| スビィ刑事                      | エリック・キンリーサイド     | 木村雅史               | 伊藤栄次                                           |
| スティーブ・アダムズ保安官代理  | アーロン・ダグラス           | 飯島肇                 | 伊藤栄次                                           |
| Dr.リース                       | フレッド・ヘンダーソン       | 水野龍司               | 仲野裕                                             |
| Mr.ギボンズ（ブライアンの父）   | アル・ハンフリーズ           | 木村雅史               | 仲野裕                                             |
| 救助労働者                      | マーク・ルーキン             | 平川大輔               | 田坂秀樹                                           |
| アナウンサー                    | マレット・グリーン           | 木村雅史               |                                                    |
| エレベーターの男                | ダーシー・ローリー           | 飯島肇                 |                                                    |
| 役不明又はその他                | N/A                          | 村竹あおい             | 磯西真喜 幸田夏穂 紗川じゅん 遠藤圭一郎 天田有希子 |
|                                 | N/A                          |                        |                                                    |
| 演出                            | N/A                          | 市来満                 | 清水勝則                                           |
| 翻訳                            | N/A                          | 植田尚子               | 久保喜昭                                           |
| 調整                            | N/A                          | 山田明寛               | 佐竹徹也                                           |
| 担当                            | N/A                          | 宇出喜美               | 田部井武雄 八木沼智彦                              |
| 効果                            | N/A                          |                        | 南部満治                                           |
| 配給                            | N/A                          |                        | ギャガ・コミュニケーションズ                       |
| プロデューサー                  | N/A                          |                        | 久保一郎 渡邉一仁 寺原洋平                         |
| 制作                            | N/A                          | ニュージャパンフィルム | テレビ東京 ザック・プロモーション                  |

- テレビ東京版：初回放送2006年9月7日『木曜洋画劇場』

## スタッフ
- 監督 - デヴィッド・エリス
- 製作 - クレイグ・ペリー、ウォーレン・ザイド
- 製作総指揮 - リチャード・ブレナー、トビー・エメリッヒ、マット・ムーア、ジェフリー・レディック
- 原案 - J・マッキー・グルーバー、エリック・ブレス、ジェフリー・レディック、
- 脚本 - J・マッキー・グルーバー、エリック・ブレス
- 撮影 - ゲイリー・カポ
- 編集 - エリック・A・シアーズ
- 音楽 - シャーリー・ウォーカー

## シリーズ
- 第1作　『ファイナル・デスティネーション』（2000）
- 第2作　本作
- 第3作　『ファイナル・デッドコースター』（2006）
- 第4作　『ファイナル・デッドサーキット 3D（The Final Destination）』（2009）
- 第5作　『ファイナル・デッドブリッジ』（2011）